# K’olito
K'olito – miasto w Etiopii, w regionie Narodów, Narodowości i Ludów Południa. Według danych szacunkowych na rok 2015 liczy 51 300 mieszkańców.